# Château de Jannée

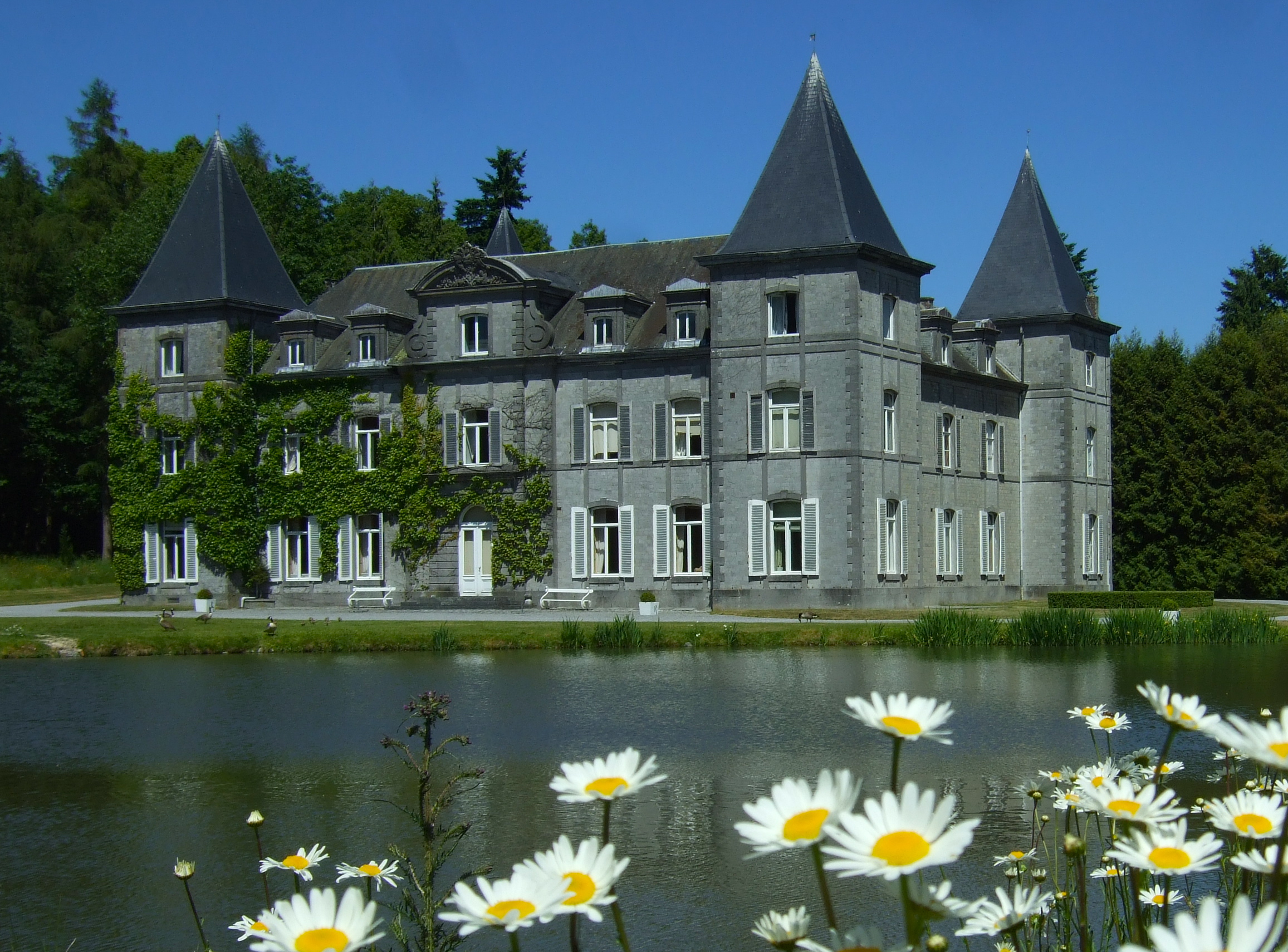
Château de Jannée.

Le château de Jannée est un château situé en ⁣⁣Wallonie⁣⁣, dans le hameau de Jannée, à Pessoux, dans la commune de Ciney, en province de Namur, Belgique.

## Histoire
Du Moyen Âge jusqu'au début du XVIIe siècle, il s’agit d’une petite maison forte flanquée d'une dépendance et protégée par des douves. Vers 1630, Thomas Woot de Trixhe fait transformer la maison forte en manoir. Au début du XIXe siècle, la baronne de Woot de Jannée aménage les étangs ainsi qu'un parc anglais et ajoute une tour à chaque coin du château. Le château est transformé en hôpital allemand en 1914 puis en hôpital anglais en 1944. Lors d'un combat entre la Wehrmacht (appuyée par la Feldgendarmerie, des Légionnaires wallons et des SS Flamands) et l'Armée secrète, en août 1944, il faillit être détruit par un incendie. Depuis la fin de la Seconde Guerre mondiale, le château a retrouvé sa fonction première d'habitation. Il appartient toujours à la famille de Woot de Trixhe de Jannée. Il est ouvert au public depuis les années 1970.

## Sources
- Site officiel du château de Jannée